# Kokoun Wilfried
Kokoun Wilfried es un deportista marfileño que compitió en taekwondo. Ganó una medalla de oro en el Campeonato Africano de Taekwondo de 1996, en la categoría de +83 kg.

## Palmarés internacional
| Campeonato Africano | Campeonato Africano       | Campeonato Africano | Campeonato Africano |
| Año                 | Lugar                     | Medalla             | Categoría           |
| ------------------- | ------------------------- | ------------------- | ------------------- |
| 1996                | Johannesburgo (Sudáfrica) | Medalla de oro      | +83 kg              |